# Lècit
|  | Per a altres significats, vegeu «Lècit (ciutat)». |

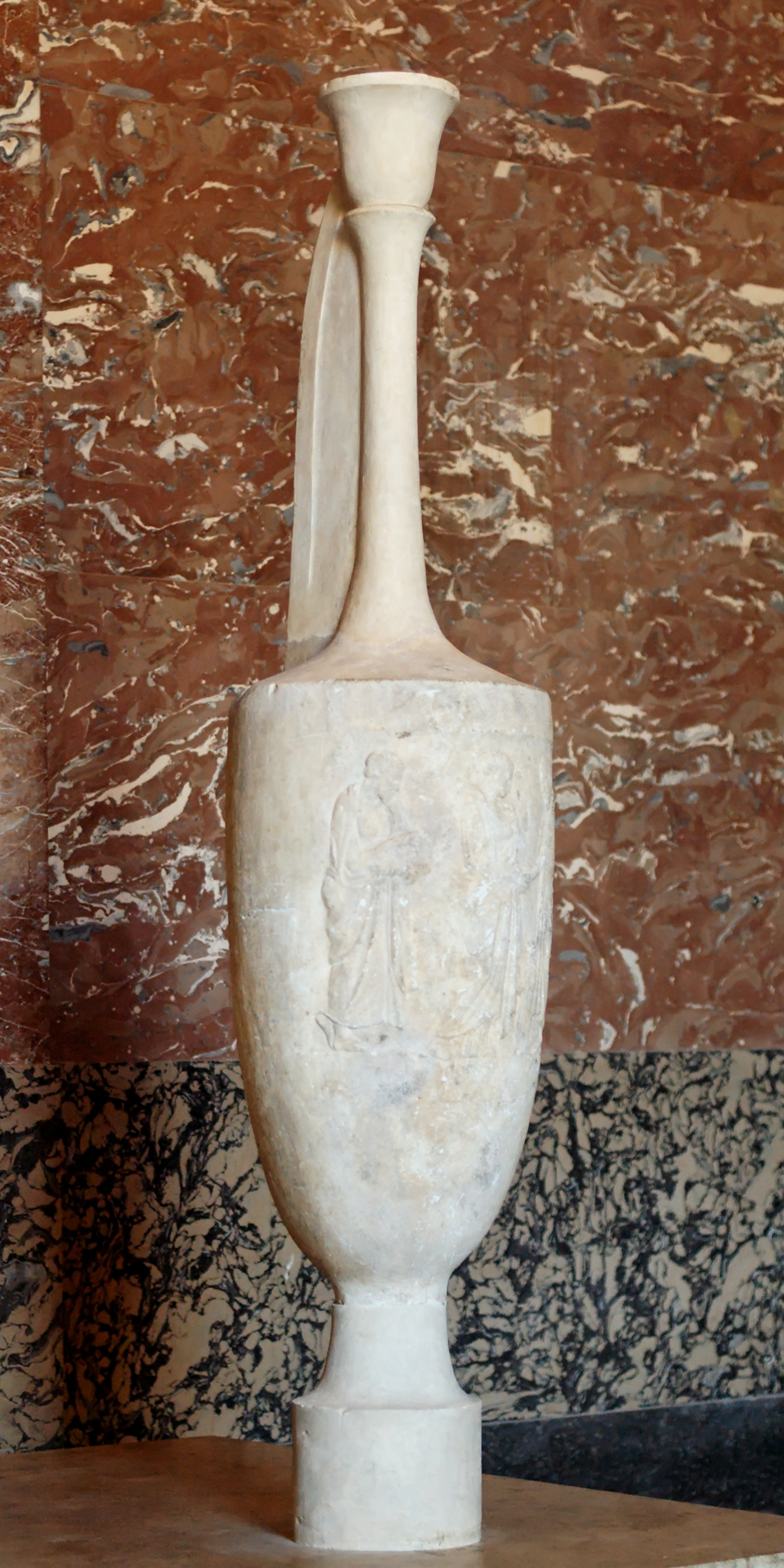
Gran lècit funerari de marbre, v. 400 aC, alçada de 83 cm, Museu del Louvre

Un lècit o lècitos (en grec: λήκυθος, lếkythos) és un vas grec antic utilitzat per emmagatzemar oli perfumat destinat a cura del cos. Els lècits són utilitzats sovint com a vasos funeraris.

## Forma

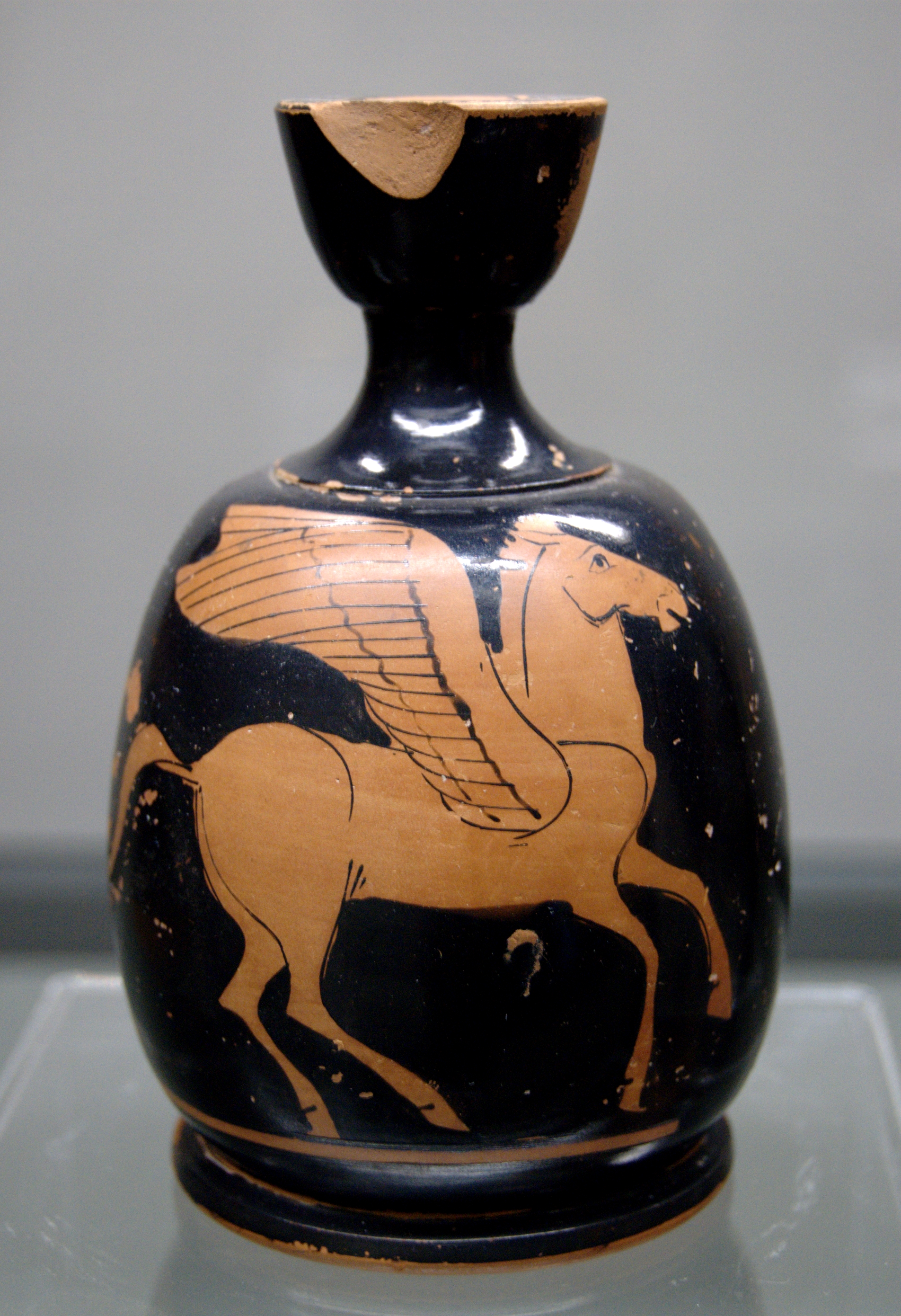
Pegàs en un lècit de tipus aribalístic (480-460 aC, Staatliche Antikensammlungen)

Es caracteritza per una forma allargada, un coll estret i una embocadura ampla, que permet a la vegada limitar el flux de l'oli i facilitar la seva aplicació. La forma tradicional –del final del segle vi aC fins al segon quart del segle V aC– és de tipus cilíndric, amb un petit peu, una espatlla ampla desviada, una nansa vertical i una embocadura ampla. L'escena és pintada a la panxa, i en general adornat amb un motiu de palmetes. El vas mesura en general de 30 a 50 cm, però existeixen alguns molt grans fins d'un metre, al final del segle V aC. La funció d'aquests no és gaire conegut: potser fossin decoratius, o constituïen una solució alternativa menys costosa que un lècit gran de marbre, a la moda de l'època en substitució de les esteles funeràries.
Altres tipus: 
- El tipus «Deianira», d'origen corinti, es caracteritza per la seva forma oval i la seva espatlla rodona. De petita mida (20 cm), va ser produït des del principi de l'època de les figures negres fins a la meitat del segle vi aC.
- El tipus «secundari», conegut amb el nom de «lècit amb espatlla» (meitat del segle V aC), és una variació del tipus cilíndric: el diàmetre és més ample a nivell de l'espatlla. La majoria tenen el fons blanc i mesuren al voltant de 20 cm. Va ser un dels suports preferits pel Pintor d'Àmasis.
- El tipus «aribalístic», de moda al segle v aC, sembla un lècit truncat: té la panxa esfèrica i el fons pla. Es tracta principalment de petits vasos de menys de 20 cm.
- El tipus «gla» (acorn lekythos) és de forma oval amb un fil de punts en relleu a la base de la panxa, que recorda una gla. Aquest tipus, força estrany, va ser produït al final del segle V aC.

## Decoració
Els lècits són decorats també amb figures vermelles i les figures negres amb una tècnica particular, la de fons blanc. Aquest estil apareix al final del segle VI aC, com a variant de l'estil de figures negres: la panxa és recoberta d'una engalba blanca, les siluetes són pintades en negre, els detalls eren incisos.

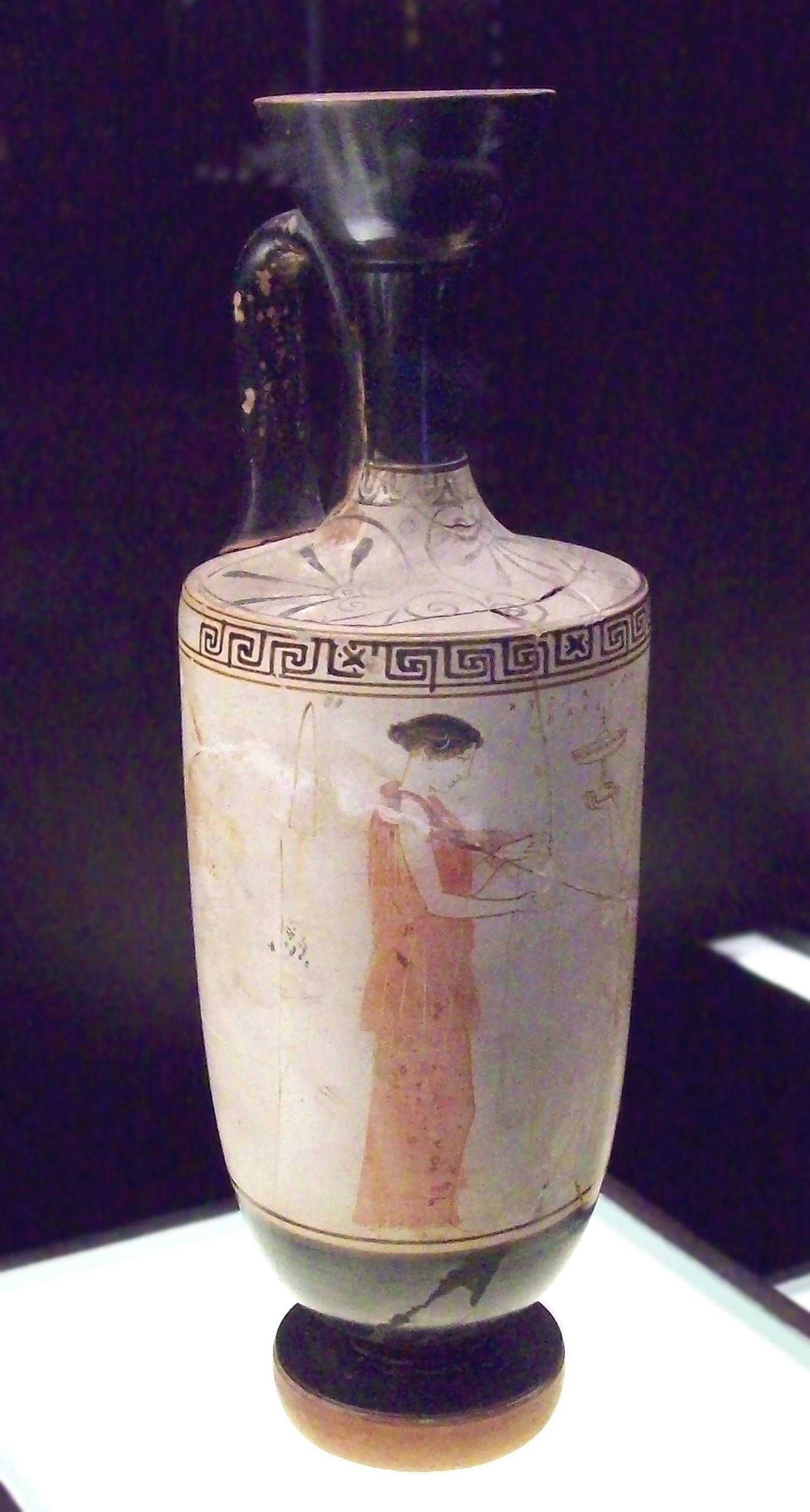
Lècit de fons blanc del Pintor d'Aquil·les (440 aC, Museu Arqueològic Nacional d'Espanya

Va evolucionar al mateix temps que els progressos efectuats en les figures vermelles: el dibuix es fa a traços, primer amb pintura negre brillant, després mat, vermell o negre. Posteriorment van fer la seva aparició els colors secundaris com principalment per als cabells o les vestidures marrons-porpra o ocre. Altres colors més fràgils eren afegits després de la cocció: verds, blaus i malves. Pocs d'aquests pigments ha sobreviscut. Els lècits són un bon testimoni del que va haver de ser la pintura mural clàssica.
En ser més fràgils els lècits de fons blanc, els vasos van ser inicialment realitzats sota comanda. A partir de 470-460 aC, l'estil es va relegar als lècits funeraris, dipositats a la tomba; d'aquesta manera no només no es feien servir sinó que tampoc estaven sotmesos a la intempèrie. A conseqüència d'aquesta evolució, la iconografia també va variar: les escenes variades van passar a ser escenes funeràries; sovint són escenes de comiat o de deploració, però també hi ha representacions del difunt com era en vida, per exemple assegut davant de la seva tomba, com a l'espera dels visitants. En alguns casos, el pintor també representava el lècit al costat del difunt. Algunes escenes prenen inspiració en la mitologia grega: així Caront fent travessar l'Estígia, Hermes acompanyant el difunt, o Hipnos i Tànatos portant el difunt cap a l'altra vida esdevenen temes recurrents.
El Pintor d'Aquil·les (actiu a la meitat del segle V aC) i el Pintor de Tànatos (probablement el seu alumne) van ser els pintors més productius en matèria de lècits funeraris. Aquesta forma representa la meitat de l'obra del primer i la totalitat de la del segon. El Pintor de Tànatos deu el seu nom al gran lècit (48 cm) en el qual Tànatos (la Mort), barbut, sosté els peus del difunt, mentre que el seu germà Hipnos (el Somni), barbamec, el subjecta per les espatlles. Es tracta d'un tema clàssic, habitualment reservat als herois morts. En el seu cas, un casc corinti que es troba sobre la tomba fa pensar que el mort és un soldat.